# İlisu Qoruğu
İlisu Qoruğu är ett naturreservat i Azerbajdzjan. Det ligger i den norra delen av landet, 270 km väster om huvudstaden Baku.
I omgivningarna runt İlisu Qoruğu växer i huvudsak blandskog. Runt İlisu Qoruğu är det ganska glesbefolkat, med 35 invånare per kvadratkilometer.